# Interpark
Interpark（インターパーク）は、韓国内初のインターネットショッピングモールであり、「インターネットのテーマパーク」を意味する。
主要サービス製品は、生活に必要なすべての有形商品から食品、図書、旅行商品、チケット予約サービスまで、幅広く取り扱っている。

## 沿革
- 1996年　6月 - 韓国内初のオンラインショッピングモールINTERPARKオープン
- 1999年　7月 - (株)インターパーク、KOSDAQに上場
- 2000年　4月 - インターパークGmarket設立
- 2000年 12月 - FIFAワールドカップ入場券公式販売代理店に選定
- 2004年 12月 - インターネット書店ランク1位に輝く
- 2006年 11月 - (株)インターパークモバイル設立
- 2008年 11月 - (株)インターパークインターナショナル、GLOBAL M&S Co., LTD設立
- 2009年　6月 - インターパークGmarketをeBayへ売却
- 2011年 10月 - インターパークグローバル図書サイト(米国)オープン
- 2014年 10月 - グローバルショッピングサイト( http://www.globalinterpark.com )オープン

## アイドル事業
- 2021年アイドルグループプロデュース事業のための子会社レーベルINTERPARK MUSIC PLUSを設立し、同年にガールズグループのLABOUMと契約を締結したと発表した[1]。
- 2023年1月5日に男性アイドルグループ・TRENDZを輩出[2]。

## 海外展開
2014年10月、インターパークは韓国語、英語、中国語、日本語の4つの言語で構成されたグローバルサイト、global INTERPARK（グローバルインターパーク）を開設した。
2015年9月にはモバイルサイトも開設。また、ドメイン名を express.interpark.com から globalinterpark.com に変更し、サイトもリニューアルされた。
2024年3月、韓国を訪問する日本人観光客のための韓国旅行アプリTRIPLE Koreaをリリースした。